# Духов, Николай Леонидович
Никола́й Леони́дович Ду́хов (26 октября [8 ноября] 1904, Веприк, Полтавская губерния — 1 мая 1964, Москва) — советский конструктор бронетехники, ядерного и термоядерного оружия. Член-корреспондент АН СССР (1953), доктор технических наук (1953). Трижды Герой Социалистического Труда. Генерал-лейтенант инженерно-технической службы. Лауреат Ленинской премии и пяти Сталинских премий.

## Биография

### Детство и учёба
Родился 13 (26) октября 1904 года в селе Веприк Гадячского уезда Полтавской губернии. Мать, Мария Михайловна (дев. Осипова), была дочерью обедневшего помещика. Отец, Леонид Викторович, служил ротным фельдшером, поэтому переезжал с места на место по долгу службы и за год до рождения сына поступил на сахарный завод в селе Веприк. Русский.
Учился сначала в сельской школе, затем в Гадячской классической мужской гимназии. Особенно хорошо там было поставлено преподавание иностранных языков (впоследствии Духов владел немецким, английским и французским). В 1919 году гимназию преобразовали в единую трудовую школу второй ступени, в 1920 году Николай получил диплом о её окончании.
С 14 лет работал: сначала секретарём Вепричского комитета бедноты, с 1921 года — агентом продотряда. Вёл перепись, которая служила сельскому совету основанием для определения продналога. Также был заведующим районной избой-читальней, секретарём райземлеса, заведовал ЗАГСом. В 1925 году поступил на Чупаховский сахарный завод резчиком свёклы. Позже его перевели в технико-нормировочное бюро.
Ему было 22 года, когда представилась возможность продолжить образование. По решению заводского комсомольского собрания ему вручили путёвку на рабфак Харьковского геодезического и землеустроительного института. После окончания рабфака был рекомендован «для зачисления без испытания на механический факультет» Ленинградского политехнического института, где обучался с 1928 по 1932 год на кафедре «Автомобили и тракторы» и получил специальность инженера-конструктора тракторов и автомобилей.

### Трудовая деятельность в тракторо- и танкостроении
После окончания института был направлен на ленинградский завод «Красный Путиловец» (позднее — Ленинградский Кировский завод), где прошёл путь от рядового инженера до заместителя главного конструктора завода: в первые годы работал над конструированием приспособлений для массового производства трактора «Универсал», над созданием первого советского легкового автомобиля «Ленинград-I», принимал участие в конструировании тяжёлого подъёмного крана.
В 1936 году привлечён к работе по улучшению бронетанковой техники: перешёл в СКБ-2 Кировского завода, где сразу приступил к созданию единой методики тягового и прочностного расчёта танков, которой он и его коллеги впоследствии пользовались не один год. Затем руководил конструкторской группой, занимавшейся модернизацией танка Т-28. К концу 1938 года группа выполнила задание, причём бортовую передачу новой конструкции для танка Духов спроектировал лично.
Творчески мыслящего инженера волновала проблема создания нового танка с противоснарядным бронированием. В конце 1938 года Духов предложил технический проект новой машины — тяжёлого танка КВ-1. В 1939 году Кировский завод приступил к серийному выпуску танков КВ. 11 ноября 1940 года был назначен заместителем начальника СКБ-2 ЛКЗ, был ведущим конструктором тяжёлого танка КВ-1, а также внёс значительный вклад в разработку танка КВ-2.
Член ВКП(б) (2 апреля 1941 года).
В 1941 году Ленинградский Кировский завод постепенно эвакуировался в Челябинск, где на базе Челябинского тракторного завода начали разворачивать производство танков КВ. 10 июля 1941 года Духов выехал из Ленинграда в Челябинск, получив должность главного конструктора отдела № 3. 25 июля он был на месте и быстро организовал работу. 6 октября ЧТЗ был переименован в Челябинский Кировский завод, Духов стал заместителем главного конструктора, а постановлением Государственного Комитета Обороны от 26 июня 1943 года был назначен главным конструктором, оставаясь в этой должности до 1948 года. На заводе Духов наладил поточно-конвейерное производство танков КВ, возглавил разработку их модификаций и самоходных артиллерийских установок, осуществил коренную модификацию средних танков Т-34. Под его руководством разрабатывались тяжёлые танки КВ-1с, КВ-85, ИС-1, ИС-2, ИС-3 и ИС-4. Были изготовлены и не пошедшие в серию образцы — например КВ-13.
После войны под непосредственным руководством Духова разрабатывался новый трактор ЧТЗ С-80 («Сталинец-80») с кабиной закрытого типа.

### Трудовая деятельность в промышленности ядерных вооружений
В 1948 году был привлечён к работам в советском атомном проекте и стал заместителем главного конструктора КБ-11 (Арзамас-16) Ю. Б. Харитона. Возглавляя конструкторский сектор, Духов руководил разработками конструкции как первого отечественного плутониевого заряда, так и конструкции атомной бомбы. Активный участник испытаний первой отечественной атомной бомбы на Семипалатинском полигоне 29 августа 1949 года и первой водородной бомбы РДС-6с 12 августа 1953 года.
С 1954 года Духов стал директором, главным конструктором и научным руководителем филиала № 1 КБ-11 (в настоящее время ВНИИА им. Н. Л. Духова), которым руководил до своей смерти. Им были определены основные направления тематики института — создание ядерных боеприпасов для стратегических и тактических комплексов ядерного оружия, систем электрического и нейтронного инициирования ядерных зарядов, приборов автоматики ядерных боеприпасов, унифицированной контрольно-измерительной аппаратуры. За десять лет под его руководством разработаны три поколения блоков автоматики, первое поколение ядерных боеприпасов для семнадцати различных носителей — баллистической ракеты Р-7, торпеды Т-5, первых крылатых ракет для ВВС, ВМФ, ПВО, для этих ядерных боеприпасов была разработана целая гамма электромеханических приборов. Для контроля ЯБП и блоков автоматики разработаны первые три поколения контрольно-измерительной аппаратуры: осциллографическая, малогабаритная безосциллографическая и автоматизированная с цифровой регистрацией. Духов по праву может считаться основателем конструкторской школы по ядерным боеприпасам.
Духов установил тесные деловые связи с большим количеством главных и генеральных конструкторов авиационного и ракетного оружия: А. И. Микояном, В. Н. Челомеем, С. П. Королёвым и другими.

### Преподавательская деятельность

Могила Н. Л. Духова на Новодевичьем кладбище Москвы.

Параллельно с инженерно-конструкторской, занимался и преподавательской работой. С 1935 по 1940 год преподавал в ЛАДИ и на механическом факультете Ленинградского политехнического института. В 1944 году в Челябинске был создан Механико-машиностроительный институт (позднее преобразованный в Политехнический) с двумя факультетами: танковым (сегодня Автотракторный) и технологическим (сегодня Механико-технологический). Заведующим кафедрой танкостроения («гусеничных машин») и руководителем государственной экзаменационной комиссии этого ВУЗа был назначен Духов.
Во время работы в филиале 1 КБ-11 Духов также придавал огромное значение подготовке научных кадров высшей квалификации. Он поставил перед министерством вопрос о создании в КБ аспирантуры и совета по присуждению учёных степеней кандидата технических наук. Первые три защиты состоялись уже в 1962 году.
Умер 1 мая 1964 года. Похоронен в Москве на Новодевичьем кладбище (участок № 6).

## Награды, звания и знаки признания
- Трижды Герой Социалистического Труда:

1. 16 сентября 1945 года — за большой вклад в создание танков и совершенствование их конструкции;
2. 29 октября 1949 — за работы, связанные с созданием и проведением испытания первой советской атомной бомбы;
3. 4 января 1954 года — за вклад в разработку и испытания первой водородной бомбы (изделия РДС-6с).

- Четыре ордена Ленина

1. 17.04.1940 — за успешную работу и проявленную инициативу по укреплений обороноспособности нашей страны[5]
2. 05.08.1944 — за успешное выполнение заданий Государственного Комитета Обороны по созданию новых конструкций тяжёлых танков и артиллерийских самоходных установок
3. 16.09.1945 — к званию Герой Социалистического Труда
4. 25.10.1954

- Орден Суворова 2-й степени (19.4.1945)
- Орден Трудового Красного Знамени (24.1.1944)
- Орден Красной Звезды (5.6.1942)
- Медаль «За трудовую доблесть» (7.3.1940)
- Другие медали
- Ленинская премия (1960) — за работы по созданию боеприпаса для ракеты Р-7
- Сталинская премия второй степени (1943) — за усовершенствование конструкций тяжёлых танков
- Сталинская премия первой степени (1946) — за создание тяжёлого танка ИС-1 и коренное усовершенствование существующего танка
- Сталинская премия первой степени (29.10.1949) — за создание атомной бомбы
- Сталинская премия первой степени (6.12.1951) — за разработку конструкции изделий РДС с уменьшенным весом и разработку конструкции с составным зарядом
- Сталинская премия первой степени (31.12.1953) — за научно-техническое руководство созданием изделий РДС-6с, РДС-4 и РДС-5

## Звания
- Генерал-лейтенант инженерно-технической службы (1954)
- Член-корреспондент АН СССР (1953)
- Доктор технических наук (1953)

## Память

Мемориальная доска Н. Л. Духову на здании лицея № 11 в Челябинске

Бюст Н. Л. Духова в галерее учёных ЮУрГУ

- Имя присвоено Всероссийскому НИИ автоматики.
- К столетию Николая Леонидовича и пятидесятилетию Всероссийского НИИ автоматики на территории ВНИИА был установлен бюст Духова работы скульптора В. Н. Левина.
- В Челябинске на доме, в котором в годы Великой Отечественной войны жил Духов (пр. Ленина, 15), установлена мемориальная доска работы скульптора Э. Э. Головницкой; ещё одна доска установлена на здании лицея № 11 (ул. Тимирязева, 6) в Челябинске[6].
- 15 декабря 2003 года в галерее учёных ЮУрГУ открыт бюст Н. Л. Духова работы заслуженного художника РСФСР В. А. Авакяна.
- В 2004 году Верховная Рада Украины приняла постановление «О праздновании 100-летия со дня рождения Николая Леонидовича Духова». Торжественная дата отмечалась в сентябре 2004 года на государственном уровне. Празднование прошло в содружестве с Российской Федерацией. На Украине обещали издать автобиографические материалы о Николае Духове и установить его бюст в мемориальном комплексе Великой Отечественной войны в Киеве.

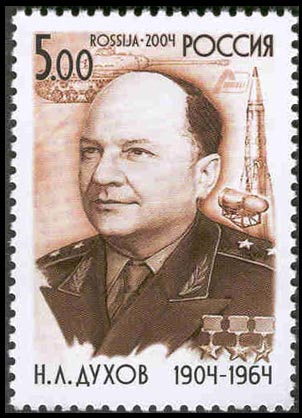
Почтовая марка России, 2004 г. — Духов Николай Леонидович, трижды Герой Социалистического Труда.

- Почтовая марка России, 2004 г. — Духов Николай Леонидович, трижды Герой Социалистического Труда.В ознаменование 100-летия со дня рождения Н. Л. Духова по заказу ВНИИА издательством «Марка» была выпущена юбилейная почтовая марка, а на Московском монетном дворе по эскизу художника И. Копыткина изготовлена памятная медаль «100 лет со дня рождения Н. Л. Духова».
- В память о Н. Л. Духове названа одна из улиц в Сарове и одна из улиц Тракторозаводского района Челябинска.
- В Главном здании СПбГПУ установлена мемориальная доска.
- Во Всероссийском НИИ автоматики им. Н. Л. Духова установлена мемориальная доска работы скульптора Александра Ноздрина (2017).
- В память названа улица в селе Веприк.
- В память названа улица в городе Гадяч.
- В память названа улица в городе Полтава.

## Отзывы
Юлий Борисович Харитон так писал о Николае Леонидовиче:
- «Его конструкторская гениальность врождённа».
- «Роль Николая Леонидовича в создании первых образцов оружия была чрезвычайно велика. Вместе со своими товарищами по работе он очень много сделал, чтобы под общим руководством Игоря Васильевича Курчатова приблизить день ликвидации американской монополии на ядерное оружие».
- «то, что он сделал за свою жизнь, огромно как по количеству и уровню инженерных решений, так и по тому значению, которое его труды имели для укрепления оборонной мощи нашей Родины»

В летописи Челябинского тракторного завода о нём написано следующее: «Николая Леонидовича по силе конструкторского таланта можно было сравнить с такими виднейшими конструкторами страны, как Швецов, Поликарпов, Яковлев. Когда он рассматривал чертёж, то казалось, будто видит его насквозь. Ни одна ошибка не ускользала от его слегка прищуренного, спокойного взгляда. Духов не только выдвигал новые оригинальные технические идеи, он добивался претворения их в жизнь поистине военными темпами».
А. И. Белоносов пишет: «когда на территории института был построен новый лабораторный корпус и Н. Л. Духов переехал в новый кабинет, то первое же совещание с руководством института он начал с разъяснения, по существу, с оправдания, почему у него такой большой кабинет и что он нужен не для него, а для удобства всех присутствующих, а также и для авторитета фирмы при приёме многих представителей других организаций. Этот кабинет у директора института функционирует и теперь, и нет в нём никаких излишеств».
Знаменитый организатор производства, директор ЛКЗ, бывший одно время наркомом танковой промышленности, И. М. Зальцман писал о Духове: «С Николаем Леонидовичем я познакомился ещё в 1933 году. Он быстро завоевал репутацию талантливого конструктора и расчётчика. Его вклад в создание танка КВ настолько значителен, что я считаю Духова основным автором этой могучей машины. А накануне войны он сверкнул другими гранями своего таланта, показав себя вдумчивым аналитиком и кропотливым доводчиком. Смысл своей деятельности он видел не в проектах, хотя бы и самых блестящих, а в хорошо налаженном серийном выпуске боевой техники и её серийном освоении».